# Livistona decora
Livistona decora (W.Bull) Dowe è una palma originaria dell'Australia, anche nota come palma a ventaglio o palma piangente.

## Descrizione
Ha lento accrescimento con lo stipite brunastro alto circa 12 m, con evidenti cicatrici fogliari, foglie palmate, composte da 40-60 foglioline lunghe 17–23 cm divise in due segmenti, di colore verde-scuro superiormente grigiastre nella pagina inferiore, il picciolo presenta delle piccole protuberanze spinose, fiori ermafroditi di colore giallo riuniti in spadici ascellari lunghi circa 1 m, frutti tondeggianti brunastri, rossi a maturità, lunghi 1,5 cm, con semi tondi di 1,2 cm di lunghezza.

## Avversità
Uno dei più temibili parassiti di questa pianta è il Rhynchophorus ferrugineus, noto come punteruolo rosso delle palme. Si tratta di un coleottero curculionide originario dell'Asia, recentemente propagatosi in Medio Oriente e successivamente a tutto il bacino del Mediterraneo, rivelatosi resistente a tutti i mezzi di controllo convenzionali.